# George Henry Lamson
Pour les articles homonymes, voir Lamson.
George Henry Lamson, né le 8 septembre 1852 à New York aux États-Unis et mort le 28 avril 1882 à la prison de Wandsworth, est un médecin et meurtrier américain.

## Biographie
George Lamson est le fils de Julia Wood Schuyler et du révérend William Orne Lamson (1824–1909), qui se sont mariés en 1850,. 
Son grand-père maternel est Robert Schuyler (en) (1798–1855), lui-même fils du représentant américain Philip Jeremiah Schuyler, frère d'Elizabeth Schuyler Hamilton et beau-frère d'Alexander Hamilton. Son oncle est Robert Sands Schuyler (en) (1830–1895), un éminent architecte new-yorkais. En 1881, son père est ministre de l'église de la communauté américaine à Florence.
Lamson combat pendant la guerre franco-prussienne avec le Corps des ambulanciers français lors du siège de Paris en 1871 et reçoit alors la Légion d'honneur. 
Au début de sa carrière, il est chirurgien bénévole en Roumanie et en Serbie et obtient de nombreux éloges pour ses travaux. Il se marie en Angleterre en 1878 et s'installe dans un cabinet médical dans le quartier branché de Bournemouth. Vivant au-dessus de ses moyens et sa pratique médicale se portant mal, la dépendance à la morphine qu'il a acquise pendant son service à l'étranger, en arrive à dominer sa vie et sa situation financière devient désespérée, les créanciers faisant pression pour le paiement des factures, les chèques étant rejetés et sa banque refusant davantage le crédit.

### Le meurtre

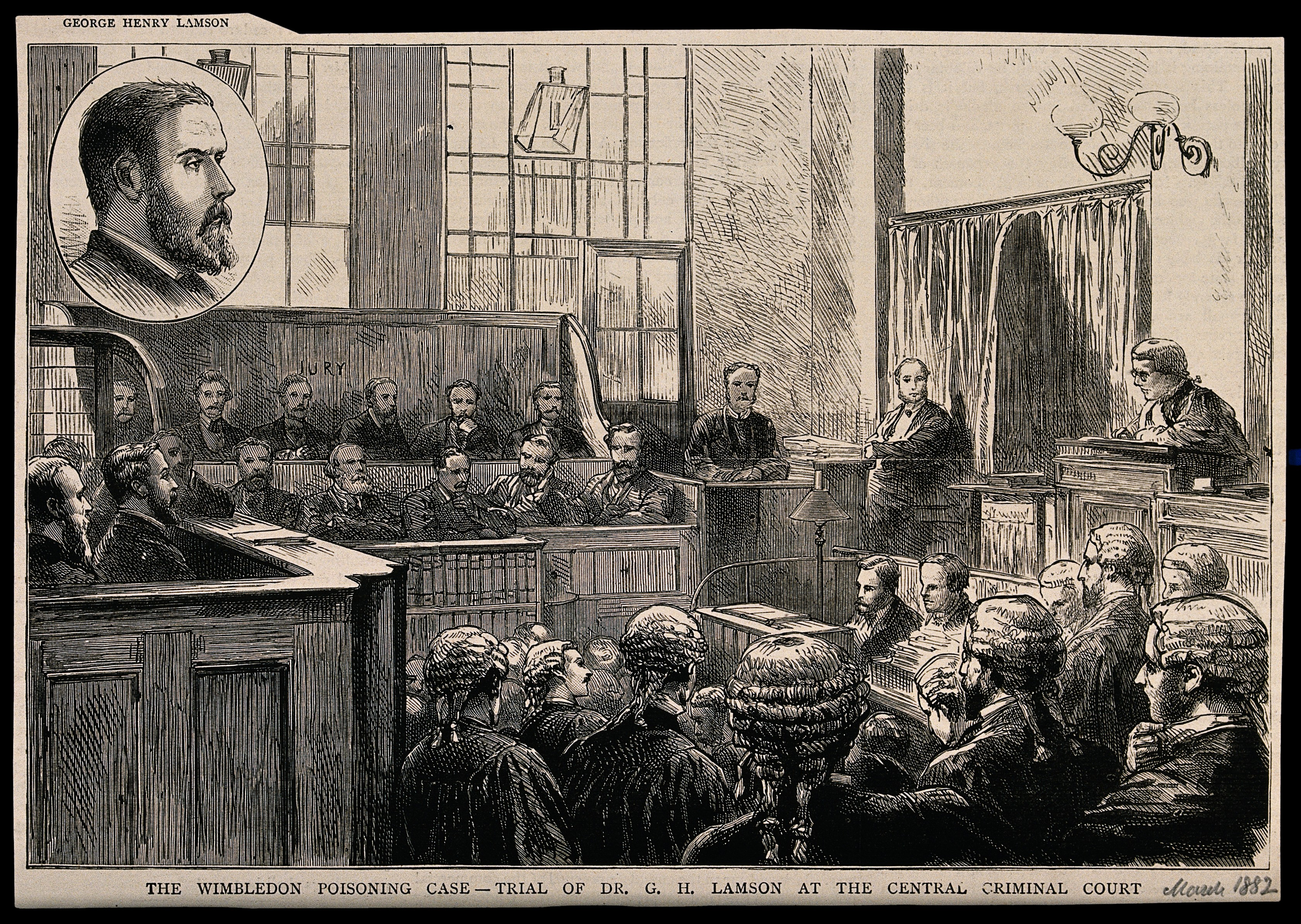
Scène du procès, gravure.

L'épouse de Lamson (née John) est l'une des cinq frères et sœurs orphelins, pupilles de la chancellerie et cohéritiers d'un fonds en fiducie familial. L'un de ses frères, Herbert John, meurt subitement en 1879, laissant Mme Lamson, sa sœur mariée Mme Chapman (vivant à Shanklin) et le plus jeune frère, Percy Malcolm John, seuls héritiers. Percy, 18 ans, hémiplégique, est pensionnaire à la Blenheim House School de Wimbledon où il reçoit la visite le 3 décembre 1881 de George Henry Lamson (prétendument avant de se rendre à Florence pour rendre visite à son père, bien qu'en réalité, Lamson séjournait à Londres, essayant désespérément d'obtenir du crédit, de mettre en gage des possessions ou d'emprunter des fonds). Au thé avec Percy et le directeur, M. Bedbrook, Lamson apporte un Dundee cake (en), déjà coupé en portions, que les trois hommes partagent. Il donne aussi à Percy une capsule, qu'il lui persuade d'avaler, à partir d'un lot qui a ensuite été testé et trouvé pour contenir du poison aconitine.
Inculpé après la mort soudaine de Percy, Lamson est jugé à Old Bailey en mars 1882 avec pour avocat Montagu Williams (en) agissant pour sa défense. Il est reconnu coupable du meurtre de Percy afin d'obtenir sa part du fonds en fiducie familial, quelque 3 000 £ dont Percy aurait hérité à sa majorité. Il a empoisonné sa victime avec de l'aconitine dans le gâteau, une substance dont Lamson a entendu parler par le professeur Robert Christison de l'Université d'Édimbourg. Christison avait enseigné que l'aconitine était indétectable, mais la science médico-légale s'était améliorée depuis les années d'étudiant de Lamson et le poison était facilement identifiable, ainsi que l'achat par Lamson du produit à un pharmacien londonien,,. 
L'exécution de Lamson est retardée lorsque le président américain Chester Arthur écrit au ministère de l'Intérieur, demandant du temps à la famille et aux amis de Lamson aux États-Unis pour qu'ils puissent envoyer des preuves de folie dans la famille du médecin et dans sa propre vie. La preuve est reçue mais n'a pas permis d'obtenir un sursis,.
Lamson est pendu par William Marwood à la prison de Wandsworth le 28 avril 1882, après avoir admis sa dépendance à la morphine et effectivement sa culpabilité dans le meurtre de Percy John.